# Economía de Yucatán
La economía de Yucatán, una de las 32 entidades federativas de México, se encuentra en la actualidad más diversificada de lo que estuvo la mayor parte del siglo XX. A partir de la década de los ochenta se inició un proceso de reordenación que ha permitido reorientar las diferentes actividades productivas alejándolas de la industria henequenera, que fue por casi 150 años el eje fundamental de la economía regional.
El esfuerzo inicial de la industrialización por medio de las maquiladoras no tuvo el éxito esperado por razón de la crisis internacional y de la falta de competitividad de la región en ese rubro, con relación a otros países y regiones de México. Por otro lado la economía estatal se ha orientado en los últimos años fuertemente hacia el turismo, ciertas actividades agropecuarias, la pesca y el comercio. La importancia del turismo ha aumentado notablemente después de que Yucatán ha quedado vinculado e integrado al destino internacional del Caribe maya en la costa oriental de la península. 
Según el INEGI, el producto interno bruto del estado fue de $161 757 millones de pesos en el año 2009, siendo la vigesimoquinta economía nacional —aunque en 2006 había sido la vigesimoprimera economía del país—. Durante el tercer trimestre de 2011, el estado fue la quinta entidad con mayor tasa de participación en la actividad económica, teniendo una ocupación el 66% de su población en edad laboral. De acuerdo con una publicación de Manpower, para el tercer trimestre de 2010 la ciudad de Mérida, junto con la ciudad de Guadalajara, compartían el tercer lugar nacional con mayores expectativas de contratación.
Los deleites culinarios de la cocina típica yucateca están echos de una exquisita mezcla de ingredientes utilizados por los antiguos mayas, con sabores traídos por los españoles durante la colonia.

## Sector primario
A pesar de la escasez de suelos (humus) en la extensión del territorio actual de la entidad, ésta ha tenido tradicionalmente una actividad relativamente importante en materia de agricultura y ganadería desde tiempos prehispánicos. En adición al cultivo del henequén que fue tradicionalmente el sector preponderante de la economía de Yucatán y que en la actualidad sigue operando aunque sea residualmente (dicho en términos comparativos con las extensas áreas que antaño fueron dedicadas a este cultivo en Yucatán),  hay en el estado una importante producción agrícola.
Desde luego la milpa, entendida como ecosistema productivo, ha sido una de las bases de subsistencia histórica de los pueblos de la región. Basada en el ancestral procedimiento de la roza, tumba y quema, la milpa yucateca ha alimentado por milenios a los habitantes de la región. De aquí se derivó y se deriva hasta la fecha, el maíz, el frijol y la calabaza, trilogía de la alimentación maya y de la población local. Aunque frente a la densidad poblacional actual no se cumple la premisa de la autosuficiencia, un alto porcentaje de los requerimientos en estos tres ingredientes primordiales de la cocina yucateca son obtenidos de la producción local.
Hay otros cultivos, algunos de los cuales se han desarrollado exitosamente, que complementan la dieta tradicional del yucateco común y dan margen para la exportación de su producción. La citricultura (naranjas, limones, toronjas] es una actividad principal, sobre todo en el sur del estado, en los municipios de Oxkutzcab y Akil. La horticultura: chile, tomates, pepino, jícama, se practica de manera intensa en casi todo el territorio estatal. La fruticultura es también actividad agrícola importante en Yucatán, particularmente la referida a ciertos frutos exóticos. En los últimos años la papaya ha sido un cultivo que se ha desarrollado con fines de exportación.
La silvicultura es también practicada con éxito en el estado, en especial en el oriente y en la zona sureste de la entidad. Predominan en esta actividad diversas variedades de cedros.
La ganadería ha sido una actividad económica arraigada en la cultura yucateca. Desde las viejas haciendas ganaderas que se desarrollaron a partir de los siglos XVI y XVII, inmediatamente después de la conquista española, hasta las explotaciones más modernas instaladas en la región ganadera del oriente del estado, particularmente el municipio de Tizimín, la ganadería bovina ha sido una actividad de gran importancia económica y para la sociedad yucateca.
Hay en la actualidad una sólida ganadería porcina que se ha convertido en dinámico sector que exporta a otras regiones y al extranjero un porcentaje mayoritario de su producción. 
La avicultura es otro de los segmentos que contribuyen a dar fortaleza al sector agropecuario yucateco. La industria del huevo es concomitantemente importante en Yucatán.
Finalmente la apicultura es actividad también tradicional y de gran importancia en la región, a partir de la producción natural y extendida de diversas familias de plantas melíferas, en lo particular de la localmente denominada tajonal.

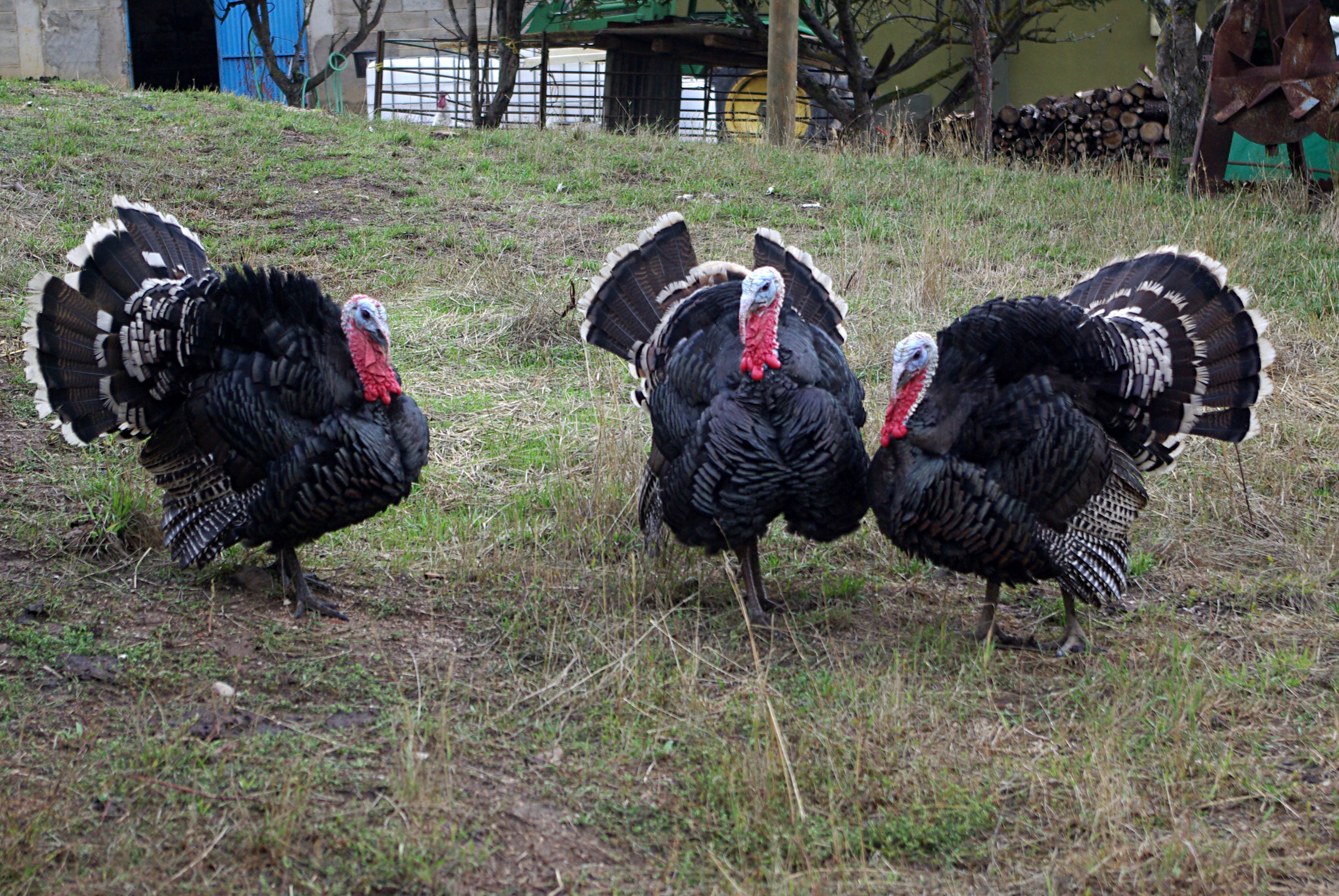
Yucatán fue el mayor productor nacional de carne de pavo en 2011.

En el sector primario, el estado fue el mayor productor nacional de carne de pavo en 2011 y el tercero a nivel nacional en cuanto a la producción porcícola. Se ubica en el quinto lugar nacional de producción de carne de pollo y noveno en huevo, aunque no se encuentra entre las primeras entidades por producción avícola. La importante producción de miel hace del estado el primer lugar nacional en producción y exportación de dicho producto.
Por otra parte, la actividad ganadera se distribuye en la zona oriental y el sur del estado, destacando el municipio de Tizimín y el de municipio de Tzucacab, siendo el primero el mayor productor de ganado bovino de la entidad.

### Subsector pesquero
Tratándose de un estado establecido en la punta de una península, su litorales han sido tradicionalmente fuente de riqueza y una de las bases del sustento económico local, aunque, por la ausencia de una verdadera cultura ictiófaga que resulta de un clima caluroso y hasta muy recientemente, de la ausencia de "sistemas de frío" que permitieran conservar la producción pesquera para distribuirla adecuadamente hacia el interior de la península donde se congrega la mayoría de la población, la industria pesquera fue limitada históricamente.
Por otro lado, las costas bajas, los litorales poco profundos, de la geografía yucateca, son determinantes para que en el estado se dé una pesca ribereña que gravita negativamente sobre el ecosistema piscícola de la región, toda vez que la flota pesquera existente se concentra fundamentalmente en la cosecha del producto marino juvenil, mermándose en consecuencia su capacidad de reproducción y propagación e imponiéndose limitaciones importantes a una explotación pesquera más intensiva.
A pesar de lo anterior, la actividad pesquera de mayor escala se ha venido incrementando en los últimos tiempos convirtiéndose el estado de Yucatán en exportador neto de ciertas especies que son explotadas por una flota creciente. El mero, el huachinango, el pulpo, la langosta, el tiburón, son algunas de estas especies captadas tanto para su consumo local como para su venta en otros centros de consumo.
Existe un importante puerto de abrigo denominado Yukalpetén vecino al puerto de Progreso, que favorece a la industria pesquera local y que provee los recursos para un manejo racional de la flota pesquera de Yucatán, la que se concentra mayoritariamente en este puerto.
También se ha desarrollado recientemente el cultivo de otras especies en granjas piscícolas de producción como la tilapia y la carpa.
La pesca es la principal actividad económica en los municipios del litoral del estado como de Progreso, Celestún y Dzilam de Bravo. En 2010, las cifras respecto a la pesca en el estado lo posicionaron como el primer lugar nacional en captura de pulpo (con 14 665 toneladas), Otras pescaderías también importantes son el mero (con 7 932 toneladas), el pepino de mar (2 062 toneladas), y  la rubia y villajalva (con 1 350 toneladas).

## Sector secundario
Por la escasez de materias primas, Yucatán no es un estado con gran vocación industrial, con excepción de lo que significó para su desarrollo la agroindustria henequenera que llegó a significar la esencia de la economía estatal a lo largo de muchas décadas. Se contó también con una industria azucarera en el sur del estado que también declinó en la segunda mitad del siglo pasado. La industria salinera ha representado una opción de cierta envergadura para el desarrollo económico en el litoral norte y anteriormente en el litoral poniente del estado.
La industria de los materiales para la construcción, basada en la explotación del lecho calcáreo peninsular, ha crecido significativamente en los últimos lustros acompañando al auge constructivo que ha tenido la región, muy especialmente en la costa del Caribe mexicano. 
Otras industrias, en adición a las maquiladoras —en su gran mayoría industria de confección de prendas de vestir— que tuvieron un fuerte impulso a partir de 1985, pero que posteriormente sufrieron una declinación importante al inicio del presente siglo, son, la industria de la joyería y bisutería, la industria alimentaria de diversa índole y la industria de mueblería que, ésta, también, ha cobrado auge recientemente como acompañante del desarrollo turístico del mar Caribe mexicano.
En el sector secundario de la entidad, importante por su contribución a la generación de empleo,  la industria manufacturera y la industria de la construcción tienen un gran efecto potenciador en los demás sectores económicos, Contribuye a la producción estatal total pues, solo en 2011, la industria local generó más de 203 millones de dólares. La inversiones extranjeras contribuyó al crecimiento industrial yucateco: de 1999 a 2008, Yucatán recibió 99,3 millones de dólares de inversión extranjera directa en el sector textil y confección, del cual, el 63% provino de los Estados Unidos, 14,9% de las Islas Caimán, 10% de China, 9,2% de las Islas Vírgenes y el restante 2,9% del Reino Unido, Canadá, Nicaragua e Israel. En el sector textil, la entidad aportaba el 3,13 de industrias maquiladoras de exportación en 2004, contando con 88 establecimientos.

## Sector terciario
En el sector terciario de la economía estatal, el más importante por su contribución al producto interno del estado, destacan el turismo y el comercio, que aportan el 63,2% del producto bruto. Para los primeros meses de 2006, las exportaciones se dirigieron en su mayoría a los Estados Unidos (79%), Irlanda (5,8%), Macao (4,3%) e Islas Caimán (2,4%), mientras que las importaciones provinieron principalmente de los Estados Unidos (68,2%), la India (13,6%), Canadá (4,7%), China (3,7%), Chile (1,1%) y Honduras (1%).

### Subsector comercio
| Exportaciones a                               | Exportaciones a | Importaciones de | Importaciones de |
| País                                          | Porcentaje      | País             | Porcentaje       |
| --------------------------------------------- | --------------- | ---------------- | ---------------- |
| Estados Unidos                                | 79,8 %          | Estados Unidos   | 75,3 %           |
| Canadá                                        | 3,5 %           | India            | 6,8 %            |
| Macao                                         | 3,4 %           | Canadá           | 5,1 %            |
| Otros                                         | 13,3 %          | Otros            | 12,8 %           |
| Fuente: Secretaría de Fomento Económico, 2008 |                 |                  |                  |

Durante todo el siglo XX y aún, desde finales del XIX, estrechamente vinculado a la economía del monocultivo henequenero, el comercio floreció y fue uno de los pilares de la economía estatal. De hecho, durante la última fase de desarrollo de la agroindustria emblemática, la etapa en la que la actividad se dio esencialmente apoyada por el subsidio federal, el comercio se volvió en receptáculo y agente distribuidor de los recursos provenientes de estos apoyos que nutrieron la economía estatal.
Hasta la fecha el sector comercial de la economía soporta en buena medida el crecimiento del producto bruto estatal, aunque cada día más desplazado por el subsector servicios, particularmente el turismo.
Buena parte del comercio tradicional ha sido impulsado de manera decisiva por un sector importante de la población yucateca que está representado por la inmigración sirio-libanesa que se dio intensamente desde principios del siglo XX hasta fines de los años 30 y que, aún a la fecha, constituye uno de los grupos sociales más activos y productivos del estado.

### Subsector turístico
El turismo en Yucatán representa una actividad importante tanto para el estado como para la región en virtud de su complementariedad con las otras regiones peninsulares. En términos comparativos, es una de las más dinámicas del país. 
Debido a los lugares de interés que existen en el estado, a su historia y atractivo arqueológico; también a sus playas, a sus cenotes, reservas naturales, ciudades coloniales, a su gastronomía y a su clima, Yucatán es un competidor de rango internacional en el sector turístico. El estado cuenta con más de 370 km de playas, localidades a la orilla del mar entre las que destacan Celestún, Progreso, Telchac Puerto, Sisal y El Cuyo. En años recientes, también ha cobrado importancia en el ámbito internacional el caso de Chicxulub, puerto situado 8 km al oriente del de Progreso, muy cerca del cual se halla el epicentro del cráter que lleva su nombre, dejado por un asteroide hace 65 millones de años y al que se le atribuye la extinción de los dinosaurios.

#### Arqueología
El turismo arqueológico es, a su vez, uno de los de mayor atractivo del estado; se estima que existen más de 1 600 yacimientos arqueológicos en Yucatán. Entre los sitios arqueológicos de la cultura maya destacan Acanceh, Aké, Chichén Itzá, Dzibilchaltún, Ek Balam, Mayapán, Uxmal, X'Cambó, y Yaxunah. Una buena síntesis del turismo arqueológico de Yucatán se puede visualizar visitando el Palacio Cantón, Museo Regional de Antropología de Yucatán, ubicado en el Paseo de Montejo de la ciudad de Mérida.
Se estima que existen más de 1 600 sitios arqueológicos en su territorio. Además, la entidad cuenta con más de 370 km de costa, con puertos entre los que destacan Celestún, Progreso, Telchac Puerto, Sisal, El Cuyo y Chicxulub, este último puerto es el poblado más cercano al epicentro del Cráter de Chicxulub, dejado por un asteroide hace 65 millones de años y al que se le atribuye la extinción de los dinosaurios. Como consecuencia del impacto en Chicxulub, se creó una red de cavernas que se conocen como cenotes alrededor de lo que es llamado el cinturón de cenotes. Se estima que hay más de 3 000 de cenotes en el territorio yucateco, algunos de ellos han sido convertidos en balnearios que pueden ser visitados.

#### Haciendas coloniales
De la época del oro verde, a finales del siglo XIX, existen las renombradas haciendas que nacieron y vivieron el gran auge de la agroindustria henequenera. Aunque a mediados de la década de 1940, al desarrollarse los hilos sintéticos, la industria henequenera declinó y con ello el resplandor de las haciendas, esta actividad agroindustrial sigue teniendo un cierto peso en la economía del estado y ha dejado un reducto interesante, que en la última década del siglo XX ha venido cobrando mayor significado para la actividad turística. En efecto, las haciendas en el estado han recuperado importancia, ahora como hoteles de lujo, como lugares de retiro, de reflexión y meditación, con un particular estilo decimonónico.
Las haciendas han cobrado importancia turística desde la última década del siglo XX, pues se han transformado en sitios de descanso y estancia de lujo. La cultura del estado es también un atractivo turístico, la vestimenta, la música, las tradiciones y las artesanías han sido referentes del turismo cultural yucateco. Son destacables las edificaciones coloniales que datan del siglo XVI y XVII, en las poblaciones de Mérida, Valladolid, Izamal, y a lo largo del resto del estado, en lo que se denomina la ruta de los conventos.

#### Cenotes y espeleología
Como consecuencia del impacto del meteorito en Chicxulub hace 65 millones de años se creó una red de cavernas que se conocen como cenotes, aunque no todos los cenotes existentes en Yucatán tienen su origen en el impacto de tal asteroide. Se estima que hay más de 3 000 de esas denominadas dolinas kársticas distribuidos en el territorio yucateco. Este gran número de cenotes y las corrientes de agua pluvial que las interconectan bajo la tierra en virtualmente toda la superficie de la Península de Yucatán, son de gran interés para los espeleobuzos y en lo general para la espeleología. Algunos de los cenotes han sido convertidos en balnearios que pueden ser visitados.

#### Otros atractivos turísticos culturales
Los atractivos culturales son parte de la economía turística de Yucatán. En el estado son de uso común los hipiles (ternos típicos de la región), guayaberas, sombreros de “jipi” (paja muy fina que se industrializa en el estado de Campeche), así como también las hamacas, artículos de madera y otras artesanías. Las poblaciones de Hunucmá y Ticul son el centro productivo de calzado de piel en la península de Yucatán que goza de un bien ganado prestigio entre los visitantes mexicanos y foráneos.
También representan un gran atractivo turístico las edificaciones coloniales que datan del siglo XVI y XVII, en las poblaciones de Mérida, Valladolid, Izamal, Tekax, Peto y en general a lo largo de prácticamente todo el estado, en lo que se denomina la ruta de los conventos.
La música, la danza popular, la trova yucateca, las fiestas populares anuales en los 106 municipios de Yucatán son también atractivos que se suman a la canasta de la oferta turística del estado. 
Finalmente, pero no en última importancia,  como un atractivo turístico está la gastronomía regional, reconocida como una de las más gustadas por su variedad de sabores y su gran tradición. 
| Turismo en Yucatán |                      |                     |                       |                |
|                    |                      |                     |                       |                |
| Chichén Itzá       | Uxmal                | Dzibilchaltún       | Ek Balam              | Kabáh          |
|                    |                      |                     |                       |                |
| Mérida             | Tizimín              | Valladolid          | Progreso              | Izamal         |
|                    |                      |                     |                       |                |
| Loltún             | Bolón-Chohol, Cuzamá | Dzitnup, Valladolid | Xlacah, Dzibilchaltún | Cenote Sagrado |